# Salka chelata
Salka chelata är en insektsart som beskrevs av Sohi och Mann 1994. Salka chelata ingår i släktet Salka och familjen dvärgstritar. Inga underarter finns listade i Catalogue of Life.